# NGC 543
NGC 543 é uma galáxia elíptica (E-S0) localizada na direcção da constelação de Cetus. Possui uma declinação de -01° 17' 33" e uma ascensão recta de 1 horas, 25 minutos e 50,0 segundos.
A galáxia NGC 543 foi descoberta em 31 de Outubro de 1864 por Heinrich Louis d'Arrest.